# Križevići (Zvornik)
Pour les articles homonymes, voir Križevići.
Križevići (en serbe cyrillique : Крижевићи) est un village de Bosnie-Herzégovine. Il est situé dans la municipalité de Zvornik et dans la république serbe de Bosnie. Selon les premiers résultats du recensement bosnien de 2013, il compte 2 069 habitants.

## Démographie

### Évolution historique de la population dans la localité
| 1948 | 1953 | 1961  | 1971  | 1981  | 1991  | 2013  |
| ---- | ---- | ----- | ----- | ----- | ----- | ----- |
| -    | -    | 1 063 | 1 300 | 1 697 | 2 310 | 2 069 |

|  |

### Communauté locale
En 1991, la communauté locale de Križevići comptait 2 931 habitants, répartis de la manière suivante :